# Augy (Aisne)
Augy ist eine französische Gemeinde mit 68 Einwohnern (Stand: 1. Januar 2022) im Département Aisne in der Region Hauts-de-France (frühere Region: Picardie). Sie gehört zum Arrondissement Soissons, zum Kanton Fère-en-Tardenois und ist Trägerin des Croix de guerre 1914–1918. Die Einwohner werden als Augyen(ne)s bezeichnet.

## Geographie
Die Gemeinde Augy liegt am Rand der Hochfläche des Tardenois und am linken Ufer der Vesle, 18 Kilometer ostsüdöstlich von Soissons. Sie wird von der Route nationale 31 (Europastraße 46) und der Trasse der stillgelegten und abgebauten Bahnstrecke von Soissons nach Bazoches-et-Saint-Thibaut durchzogen. Umgeben ist Augy von den Nachbargemeinden Braine im Norden und Osten, Cerseuil im Osten und Süden sowie Couvrelles im Westen.

## Bevölkerungsentwicklung
| Jahr                       | 1962 | 1968 | 1975 | 1982 | 1990 | 1999 | 2006 | 2014 | 2021 |
| Einwohner                  | 80   | 77   | 72   | 67   | 62   | 70   | 71   | 87   | 70   |
| Quellen: Cassini und INSEE |      |      |      |      |      |      |      |      |      |

## Sehenswürdigkeiten
- nach schweren Kriegsschäden restaurierte Kirche Saint-Remi aus dem 12. und 13. Jahrhundert, 1921 als Monument historique klassifiziert (Base Mérimée PA00115512)

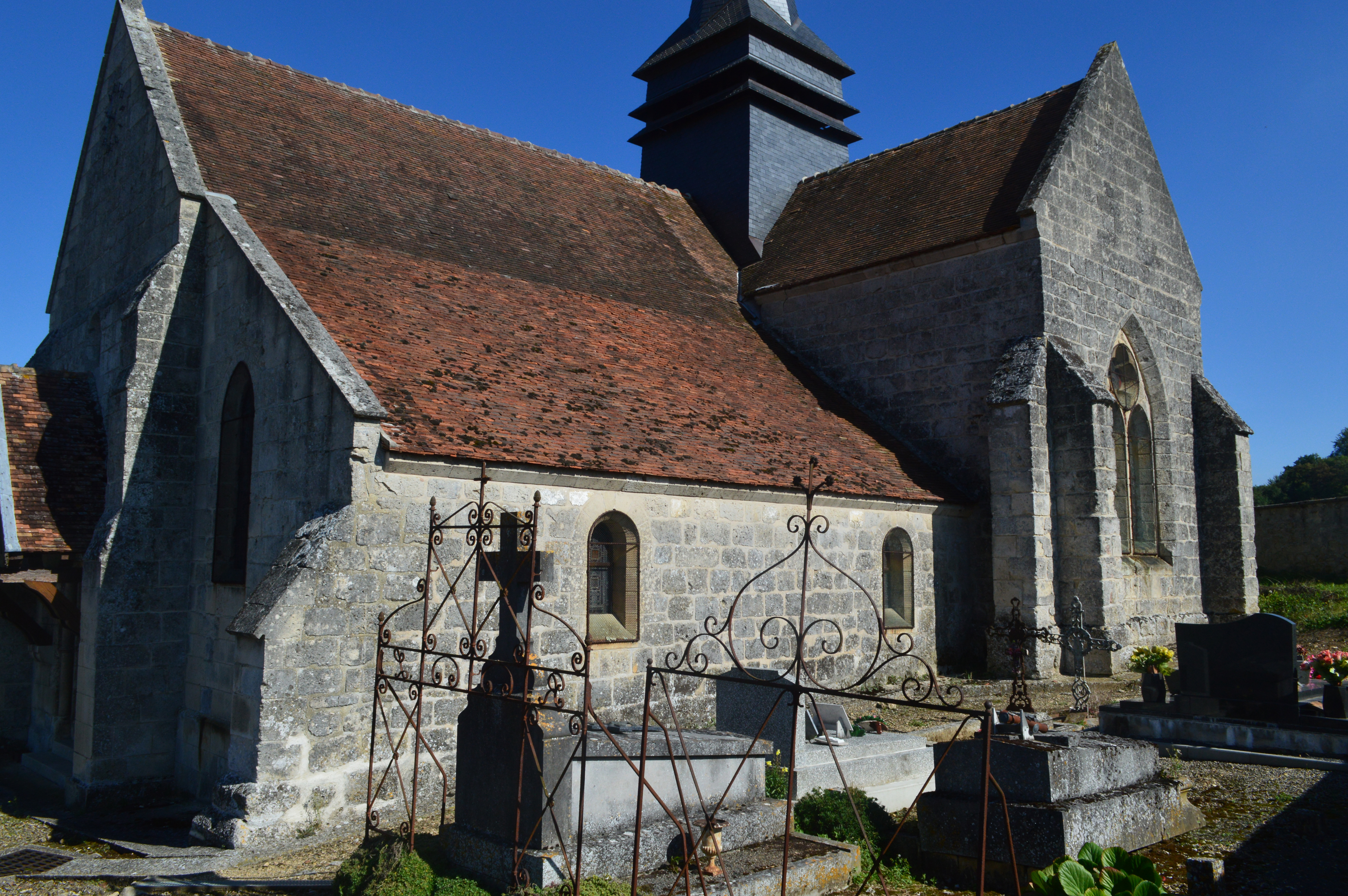
Kirche Saint-Remi
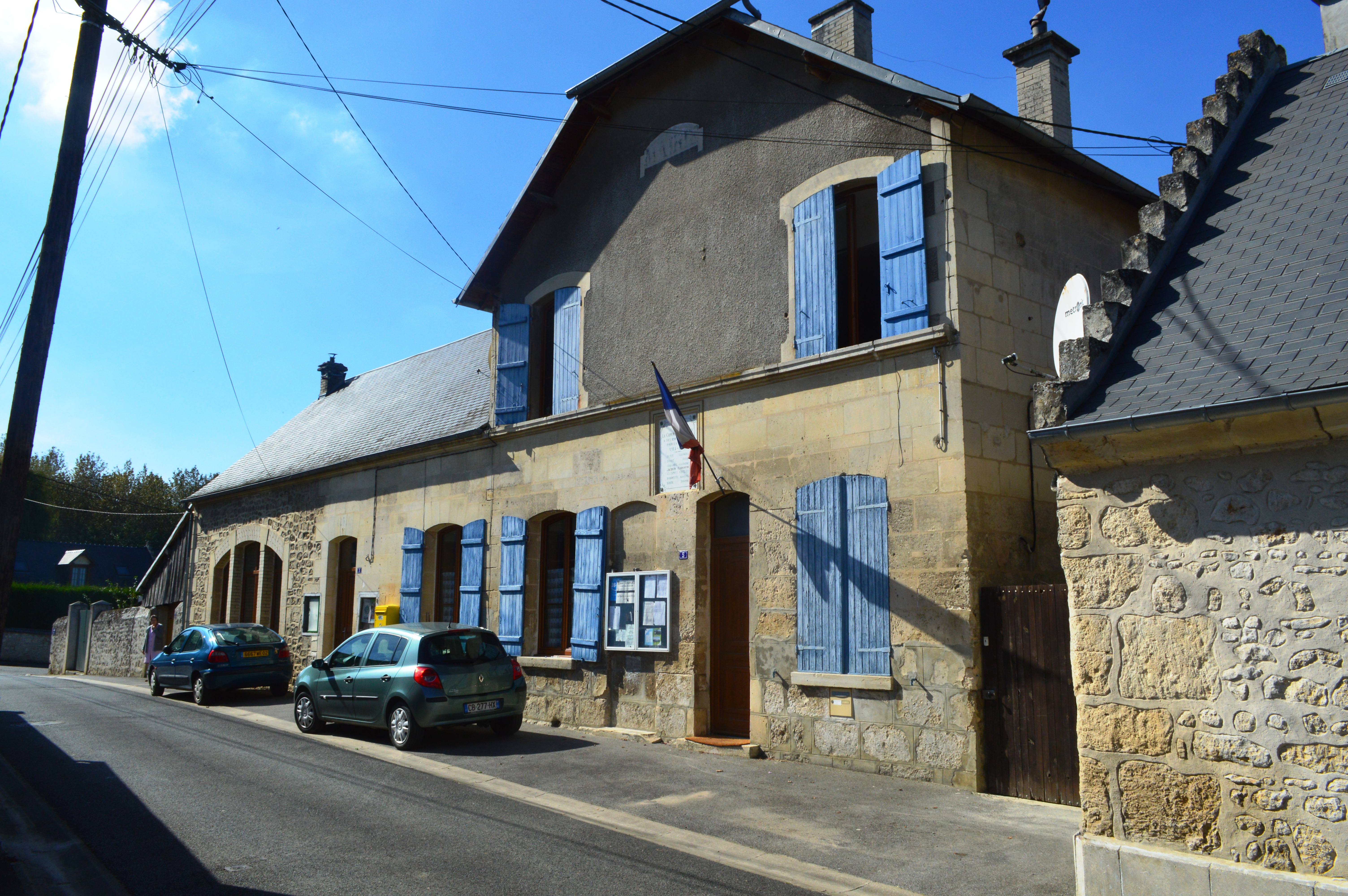
Rathaus (mairie)